# Dorama del 2006
Questa è una lista di dorama del 2006 per indice di ascolto prodotti dalle reti televisive nazionali giapponesi.

## Presentazione
L'anno televisivo giapponese delle fiction stagionali 2006 trasmesse nei maggiori canali nazionali viene aperto da Fuji TV il 9 gennaio con la serie d'impostazione storica intitolata Saiyuki, tratta dal classico della letteratura cinese Il viaggio in Occidente; TBS risponde giorno 12 con Byakuyakō, versione live action dell'omonimo romanzo poliziesco di Keigo Higashino; la sera seguente lo stesso network replica con la serie di mistero Yaoh, ed infine il 19 gennaio con la commedia scolastica Gachi Baka!.
Il maggior dorama primaverile di Fuji TV è la serie medica Team Medical Dragon, prima stagione di una fortunata serie proseguita poi anche per i 3 anni successivi; TBS il 14 aprile in seconda serata trasmette il poliziesco d'azione Kurosagi - Il truffatore nero, che vede come protagonista maschile assoluto Tomohisa Yamashita; Fuji TV replica a partire dal 18 aprile con Attention Please, serie ambientata tra le hostess delle compagnie aeree internazionali.
Per l'estate TV Asahi propone Princess Princess D, versione live dell'omonimo manga e anime con spunti shōnen'ai; NTV fa partire l'8 luglio la commedia scolastica intitolata My Boss, My Hero, il cui personaggio protagonista è il giovane erede d'un'importante famiglia yakuza molto ignorante che viene costretto a tornare a scuola; Fuji TV il 10 dello stesso mese comincia a trasmettere Suppli, che vede come giovane co-protagonista maschile Kazuya Kamenashi, seguito la sera seguente dalla commedia familiare Kekkon Dekinai Otoko, in cui un single felice cerca in tutte le maniere di evitare di doversi sposare; TBS propone come serie estiva il drammatico Taiyō no uta, storia di una giovane donna che a causa d'una rarissima malattia della pelle non può in alcun modo esporsi alla luce solare, essendo così costretta a vivere un'esistenza completamente notturna.
La stagione autunnale viene aperta il 10 ottobre da Fuji TV col dramma Boku no Aruku Michi; il giorno seguente in seconda serata NTV comincia a trasmettere il drammatico 14 sai no haha, ove una ragazzina appena quattordicenne dovrà affrontare le conseguenze di esser rimasta incinta, mentre giorno 14 prende il via il romantico Tatta hitotsu no koi. Chiude l'anno Fuji TV con la commedia musicale Nodame Cantabile, da cui sarà tratta poi l'omonima serie animata.

## Lista didoramastagionali del 2006
| Titolo                        | Stagione, orario                      | Genere                          | Canale TV, ascolti | Protagonisti                                           | Temi musicali             | Episodi    | Opere correlate                            |
| ----------------------------- | ------------------------------------- | ------------------------------- | ------------------ | ------------------------------------------------------ | ------------------------- | ---------- | ------------------------------------------ |
| Boku to kanojo no XXX         | Inverno                               | Scolastico Commedia             |                    |                                                        |                           | 7          | Un segreto x 2                             |
| Saiyuki                       | Inverno 9/1-20/3                      | Storico                         | Fuji TV 22,8%      |                                                        |                           | 11         | Il viaggio in Occidente The Monkey Saiyuki |
| Byakuyakō                     | Inverno 12/1-23/3                     | Drammatico Romantico Thriller   | TBS 12,3%          | Takayuki Yamada Haruka Ayase                           | Kou Shibasaki             | 11         | Byakuyakō                                  |
| Yaoh                          | Inverno 13/1-24/3 Venerdì, ore 22     | Mistero                         | TBS 15,5%          | Masahiro Matsuoka Karina Nose Kazuki Kitamura          |                           | 11         |                                            |
| Gachi Baka!                   | Inverno 19/1-23/3 Giovedì, ore 22     | Scolastico Commedia             | TBS 7,8%           | Takahashi Tatsunori Yūya Tegoshi                       |                           |            |                                            |
| Shinrei Tantei Yakumo         | Primavera 3/3-26/6                    | Giallo Mistero                  | TV Tokyo           |                                                        |                           | 13         | Psychic Detective Yakumo                   |
| Team Medical Dragon           | Primavera 13/4-29/6 Giovedì, ore 22   | Medico                          | Fuji TV 14,8%      | Teppei Koike Kazuki Kitamura                           |                           | 3 stagioni |                                            |
| Bengoshi no Kuzu              | Primavera 13/4-29/6                   |                                 | TBS                | Hideaki Itō                                            | Hitomi                    | 11         |                                            |
| Kurosagi - Il truffatore nero | Primavera 14/4-23/6 Venerdì, ore 22   | Azione Poliziesco               | TBS 15,7%          | Tomohisa Yamashita Maki Horikita                       | Tomohisa Yamashita        | 11         | Kurosagi                                   |
| Attention Please              | Primavera 18/4-27/6                   | Lavorativo                      | Fuji TV 16,4%      | Aya Ueto Ryō Nishikido                                 |                           | 11+2       |                                            |
| Akihabara@Deep                | Estate 19/6-28/8                      | Commedia Azione                 | TBS                | Tōma Ikuta                                             |                           | 11+1       | Akihabara@Deep                             |
| Princess Princess D           | Estate 28/6-15/9                      | Scolastico Commedia Romantico   | TV Asahi           | Kenta Kamakari Ray Fujita Takeru Satō Takumi Saitō     | midnightPumpkin           | 10         | Princess Princess                          |
| Dance Drill                   | Estate 1/7-19/9                       | Sportivo                        | Fuji TV 8,9%       | Nana Eikura Rosa Katō                                  |                           | 11         |                                            |
| My Boss, My Hero              | Estate 8/7-16/9 Sabato, ore 21        | Commedia Scolastico             | NTV 18,9%          | Tomoya Nagase Yui Aragaki Yūya Tegoshi Kōki Tanaka     | Tokio                     | 10         |                                            |
| Sapuri (Suppli)               | Estate 10/7-18/9 Lunedì, ore 21       | Romantico Lavorativo            | Fuji TV 14,2%      | Kazuya Kamenashi Misaki Itō                            | KAT-TUN Ayaka             | 11         |                                            |
| Taiyō no uta                  | Estate 14/7-15/9                      | Drammatico Romantico            | TBS 10,3%          | Takayuki Yamada Erika Sawajiri                         |                           | 10         | Taiyō no uta                               |
| Kekkon dekinai otoko          | Estate Martedì,ore 22                 | Commedia Familiare              | Fuji TV 17,1%      | Hiroshi Abe                                            | Every Little Thing        | 12         |                                            |
| Boku no Aruku Michi           | Autunno 10/10-19/12                   | Drammatico                      | Fuji TV 18,2%      | Tsuyoshi Kusanagi Karina Nose                          | SMAP                      | 11         |                                            |
| 14 sai no haha                | Autunno 11/10-20/12 Mercoledì, ore 22 | Drammatico Scolastico Familiare | NTV                | Mirai Shida Miura Haruma Kazuki Kitamura               | Mr. Children              | 11         |                                            |
| Tatta Hitotsu no Koi          | Autunno 14/10-16/12 Sabato, ore 21    | Drammatico Romantico Familiare  | NTV 11,6%          | Kazuya Kamenashi Haruka Ayase Kōki Tanaka Yūta Hiraoka | KAT-TUN                   | 10         |                                            |
| Nodame Cantabile              | Autunno 16/10-25/12 Lunedì, ore 21    | Musicale Romantico              | Fuji TV 18,8%      | Hiroshi Tamaki Juri Ueno                               | Beethoven George Gershwin | 11         | Nodame Cantabile                           |
| Jigoku shōjo                  | Autunno 4/11/06-27/1/07               | Drammatico Horror               | NTV                |                                                        |                           | 12         | Hell Girl                                  |